# Зимние Азиатские игры 2025
Зимние Азиатские игры 2025 года (кит. упр. 2025年亚洲冬季运动会), официальное название IX зимние Азиатские игры (кит. упр. 第九届亚洲冬季运动会), широко именуемое название Харбин 2025 (кит. упр. 哈尔滨2025), — 9-е по счёту зимние Азиатские игры, которые пройдут с 7 по 14 февраля 2025 года.
Игры примет город Харбин, провинция Хэйлунцзян, Китай. Это будет второй случай проведения игр в Харбине и третий раз, когда Китай примет Азиатские зимние игры.

## Заявочный процесс
Харбин был выбран городом-хозяином на 42-й Генеральной ассамблее Олимпийского совета Азии (OCA), состоявшейся 8 июля 2023 года в Бангкоке, Таиланд. Харбин стал единственным кандидатом на проведение игр.

### Город-организатор
- Китай, Харбин: 28 июня 2023 года правительство Харбина провело пресс-брифинг, посвящённый заявке города на проведение Азиатских зимних игр 2025 года. Представитель властей сообщил, что все подготовительные работы для подачи заявки были практически завершены[3][4].

| Город  | НОК   | 1-й раунд             |
| Харбин | Китай | Единственный кандидат |

### Интересовавшиеся стороны
- Южная Корея: Сеул, Канвондо или Чонджу рассматривались как возможные кандидаты на проведение игр[5].

## Виды спорта
В октябре 2023 года Олимпийский совет Азии объявил полный перечень видов спорта, включённых в программу Азиатских зимних игр 2025 года. В рамках игр планируется проведение 64 соревнований по 11 дисциплинам зимних видов спорта. Программа включает керлинг, фигурное катание, конькобежный спорт, шорт-трек и хоккей с шайбой, а также лыжные дисциплины. Впервые в истории Азиатских зимних игр будет представлено соревнование по ски-альпинизму. Дисциплина прыжков на лыжах с трамплина, которая была частью предыдущих игр, исключена из программы.
Числа в скобках указывают количество разыгрываемых медалей в каждой дисциплине.
- Горнолыжный спорт (2)
- Биатлон (4)
- Лыжные гонки (6)
- Кёрлинг (3)
- Фигурное катание (4)
- Фристайл (11)
- Хоккей (2)
- Шорт-трек (9)
- Ски-альпинизм (3)
- Сноуборд (6)
- Конькобежный спорт (11)

## Календарь
27 февраля 2024 года Олимпийский совет Азии опубликовал расписание соревнований Азиатских зимних игр 2025 года. Наибольшее количество золотых медалей будет разыграно в соревнованиях по конькобежному спорту — всего 14. Следующим по количеству наград станет шорт-трек, где будет разыграно 9 золотых медалей.
| ЦО | Церемония открытия | ● | Соревнования | 1 | Финалы соревнований | ЦЗ | Церемония закрытия |

| Соревнование/Дата→ | Соревнование/Дата→ | Февраль 2025 | Февраль 2025 | Февраль 2025 | Февраль 2025 | Февраль 2025 | Февраль 2025 | Февраль 2025 | Февраль 2025 | Февраль 2025 | Февраль 2025 | Комплекты медалей |
| Соревнование/Дата→ | Соревнование/Дата→ | 5 Ср         | 6 Чт         | 7 Пт         | 8 Сб         | 9 Вс         | 10 Пн        | 11 Вт        | 12 Ср        | 13 Чт        | 14 Пт        | Комплекты медалей |
| ------------------ | ------------------ | ------------ | ------------ | ------------ | ------------ | ------------ | ------------ | ------------ | ------------ | ------------ | ------------ | ----------------- |
| Церемонии          | Церемонии          |              |              | ЦО           |              |              |              |              |              |              | ЦЗ           |                   |
| Горнолыжный спорт  | Горнолыжный спорт  |              |              |              |              |              |              | 1            | 1            |              |              | 2                 |
| Биатлон            | Биатлон            |              |              |              |              |              |              | 2            |              |              | 2            | 4                 |
| Лыжные гонки       | Лыжные гонки       |              |              |              | 2            | 1            | 1            |              | 1            | 1            |              | 6                 |
| Кёрлинг            | Кёрлинг            | ●            | ●            | ●            | 1            | ●            | ●            | ●            | ●            | ●            | 2            | 3                 |
| Фигурное катание   | Фигурное катание   |              |              |              |              |              |              |              | ●            | 2            | 2            | 4                 |
| Фристайл           | Фристайл           |              |              | ●            | 2            | 2            | 1            | 2            | 2            | 2            |              | 11                |
| Хоккей             | Хоккей             | ●            | ●            | ●            |              | ●            | ●            | ●            | ●            | 2            |              | 2                 |
| Шорт-трек          | Шорт-трек          |              |              |              | ●            | 3            | 2            | 4            |              |              |              | 9                 |
| Ски-альпинизм      | Ски-альпинизм      |              |              |              |              | 1            | 1            |              |              | 1            |              | 3                 |
| Сноуборд           | Сноуборд           |              |              | ●            | 2            |              | 2            |              | ●            | 2            |              | 6                 |
| Конькобежный спорт | Конькобежный спорт |              |              |              | 2            | 2            | 4            | 2            | 4            |              |              | 14                |
| Медалей за день    | Медалей за день    |              |              |              | 9            | 9            | 11           | 11           | 8            | 10           | 6            | 64                |
| Медалей всего      | Медалей всего      |              |              |              | 9            | 18           | 29           | 40           | 48           | 58           | 64           |                   |
| Соревнование/Дата→ | Соревнование/Дата→ | 5 Ср         | 6 Чт         | 7 Пт         | 8 Сб         | 9 Вс         | 10 Пн        | 11 Вт        | 12 Ср        | 13 Чт        | 14 Пт        | Комплекты медалей |
| Соревнование/Дата→ | Соревнование/Дата→ | Февраль 2025 |              |              |              |              |              |              |              |              |              | Комплекты медалей |

## Участвующие НОК
Всего на данный момент квалифицированы спортсмены из 14 НОК.
| - Китай - Гонконг - Япония - Казахстан - Кыргызстан - Кувейт - Корейская Народно-Демократическая Республика - Филиппины - Саудовская Аравия | - Сингапур - Республика Корея - Китайский Тайбэй - Таиланд - Туркменистан - Объединённые Арабские Эмираты - Иран - Австралия - Новая Зеландия |